# Coppa del Mondo di snowboard 2022
La Coppa del Mondo di snowboard 2022 è stata la ventottesima edizione della manifestazione organizzata dalla Federazione Internazionale Sci; ha avuto inizio il 23 ottobre 2021 a Coira e si è conclusa il 27 marzo 2022 a Silvaplana, in Svizzera. Durante la stagione si sono tenuti a Pechino, in Cina, i XXIV Giochi olimpici invernali, e ad Aspen, negli Stati Uniti d'America, i Winter X Games XXVI, non validi ai fini della Coppa del Mondo. In seguito all'invasione dell'Ucraina, dal 1º marzo gli atleti russi e bielorussi sono stati esclusi dalle competizioni.
Sia in campo maschile che in campo femminile sono state assegnate due Coppe del Mondo generali: una Coppa del Mondo di parallelo (che ha compreso le discipline slalom parallelo e gigante parallelo) e una Coppa del Mondo generale di freestyle (che ha compreso halfpipe, big air e slopestyle). Sono state inoltre assegnate dodici coppe di specialità, sei maschili e altrettante femminili, per ognuna disciplina (le cinque già citate e lo snowboard cross). Infine sono state stilate cinque classifiche per nazioni che hanno assegnato le rispettive coppe (generale, parallelo, freestyle, parallelo a squadre e snowboard cross).
In campo maschile il sudcoreano Lee Sang-ho ha vinto la Coppa del Mondo di parallelo e il norvegese Mons Røisland la Coppa del Mondo generale di freestyle. Per quanto riguarda le coppe di specialità i tedeschi Stefan Baumeister e Martin Nörl hanno vinto rispettivamente la Coppa del Mondo di slalom gigante parallelo e quella di snowboard cross, l'austriaco Andreas Prommegger quella di slalom parallelo, il giapponese Ayumu Hirano quella di halfpipe, il neozelandese Tiarn Collins quella di slopestyle e il cinese Su Yiming quella di big air.
In campo femminile la tedesca Ramona Theresia Hofmeister ha vinto la Coppa del Mondo di parallelo e la giapponese Kokomo Murase la Coppa del Mondo generale di freestyle. Per quanto riguarda le coppe di specialità Hofmeister ha vinto la Coppa del Mondo di slalom gigante parallelo, la svizzera Julie Zogg quella di slalom parallelo, la britannica Charlotte Bankes quella di snowboard cross, la cinese Cai Xuetong quella di halfpipe, Murase quella di slopestyle e l'austriaca Anna Gasser quella di big air.
A livello nazionale la Coppa generale delle Nazioni è stata vinta dall'Austria, che ha vinto anche quella di parallelo e parallelo a squadre, quella di freestyle dal Giappone e quella di snowboard cross dalla Francia.
In campo maschile l'italiano Aaron March era il detentore uscente della Coppa di parallelo e il norvegese Marcus Kleveland di quella di freestyle. In campo femminile Hofmeister era la detentrice uscente della Coppa di parallelo e Gasser di quella di freestyle.

## Uomini

### Risultati
| Data             | Località             | Nazione     | Spec. | Primo                            | Secondo             | Terzo              |
| ---------------- | -------------------- | ----------- | ----- | -------------------------------- | ------------------- | ------------------ |
| 23 ottobre 2021  | Coira                | Svizzera    | BA    | Jonas Bösiger                    | Rene Rinnekangas    | Sven Thorgren      |
| 28 novembre 2021 | Secret Garden        | Cina        | SBX   | Alessandro Hämmerle              | Omar Visintin       | Nick Baumgartner   |
| 4 dicembre 2021  | Steamboat Springs    | Stati Uniti | BA    | Su Yiming                        | Clemens Millauer    | Mons Røisland      |
| 11 dicembre 2021 | Copper Mountain      | Stati Uniti | HP    | Ruka Hirano                      | Jan Scherrer        | Yūto Totsuka       |
| 10 dicembre 2021 | Montafon             | Austria     | SBX   | Alessandro Hämmerle              | Nick Baumgartner    | Umito Kirchwehm    |
| 11 dicembre 2021 | Bannoye              | Russia      | PGS   | Lee Sang-ho                      | Stefan Baumeister   | Andrej Sobolev     |
| 12 dicembre 2021 | Bannoye              | Russia      | PSL   | Andreas Prommegger               | Lee Sang-ho         | Arvid Auner        |
| 16 dicembre 2021 | Carezza al Lago      | Italia      | PGS   | Stefan Baumeister                | Dmitrij Loginov     | Edwin Coratti      |
| 18 dicembre 2021 | Cervinia             | Italia      | SBX   | Jakob Dusek                      | Éliot Grondin       | Lucas Eguibar      |
| 18 dicembre 2021 | Cortina d'Ampezzo    | Italia      | PGS   | Dario Caviezel                   | Lee Sang-ho         | Roland Fischnaller |
| 1⁰ gennaio 2022  | Calgary              | Canada      | SBS   | Sébastien Toutant                | Mons Røisland       | Luke Winkelmann    |
| 8 gennaio 2022   | Scuol                | Svizzera    | PGS   | Dmitrij Loginov                  | Stefan Baumeister   | Lee Sang-ho        |
| 8 gennaio 2022   | Mammoth Mountain     | Stati Uniti | SBS   | Redmond Gerard                   | Niek van der Velden | Tiarn Collins      |
| 8 gennaio 2022   | Mammoth Mountain     | Stati Uniti | HP    | Ayumu Hirano                     | Ruka Hirano         | André Höflich      |
| 8 gennaio 2022   | Krasnojarsk          | Russia      | SBX   | Martin Nörl                      | Merlin Surget       | Julian Lüftner     |
| 9 gennaio 2022   | Krasnojarsk          | Russia      | SBX   | Martin Nörl                      | Jakob Dusek         | Éliot Grondin      |
| 11 gennaio 2022  | Bad Gastein          | Austria     | PSL   | Arvid Auner                      | Benjamin Karl       | Alexander Payer    |
| 14 gennaio 2022  | Simonhöhe            | Austria     | PGS   | Stefan Baumeister                | Tim Mastnak         | Roland Fischnaller |
| 15 gennaio 2022  | Laax                 | Svizzera    | SBS   | Sean FitzSimons                  | Ståle Sandbech      | Jake Canter        |
| 15 gennaio 2022  | Laax                 | Svizzera    | HP    | Ayumu Hirano                     | Jan Scherrer        | Shaun White        |
| 22 gennaio 2022  | Chiesa in Valmalenco | Italia      | SBX   | annullata                        | annullata           | annullata          |
| 29 gennaio 2022  | Cortina d'Ampezzo    | Italia      | SBX   | Martin Nörl                      | Alessandro Hämmerle | Cameron Bolton     |
| 26 febbraio 2022 | Mont-Sainte-Anne     | Canada      | SBX   | annullata                        | annullata           | annullata          |
| 26 febbraio 2022 | Mosca                | Russia      | PSL   | annullata                        | annullata           | annullata          |
| 6 marzo 2022     | Bakuriani            | Georgia     | SBS   | Leon Vockensperger               | Valentino Guseli    | Leon Gütl          |
| 12 marzo 2022    | Reiteralm            | Austria     | SBX   | Lorenzo Sommariva                | Jakob Dusek         | Kalle Koblet       |
| 12 marzo 2022    | Piancavallo          | Italia      | PSL   | Marc Hofer                       | Edwin Coratti       | Lee Sang-ho        |
| 16 marzo 2022    | Rogla                | Slovenia    | PGS   | Edwin Coratti                    | Oskar Kwiatkowski   | Tim Mastnak        |
| 19 marzo 2022    | Špindlerův Mlýn      | Rep. Ceca   | SBS   | Tiarn Collins                    | William Mathisen    | Luke Winkelmann    |
| 19 marzo 2022    | Berchtesgaden        | Germania    | PSL   | Edwin Coratti Andreas Prommegger |                     | Lee Sang-ho        |
| 20 marzo 2022    | Veysonnaz            | Svizzera    | SBX   | Éliot Grondin                    | Merlin Surget       | Léo Le Blé Jaques  |
| 27 marzo 2022    | Silvaplana           | Svizzera    | SBS   | Marcus Kleveland                 | Mons Røisland       | Valentino Guseli   |

Legenda: 

PGS = Slalom gigante parallelo 

PSL = Slalom parallelo 

SBX = Snowboard cross 

SBS = Slopestyle 

HP = Halfpipe 

BA = Big air

### Classifiche

#### Generale parallelo
| Pos. | Nome               | Nazione       | Punti  |
| ---- | ------------------ | ------------- | ------ |
| 1    | Lee Sang-ho        | Corea del Sud | 604.00 |
| 2    | Stefan Baumeister  | Germania      | 506.0  |
| 3    | Edwin Coratti      | Italia        | 408.00 |
| 4    | Andreas Prommegger | Austria       | 383.00 |
| 5    | Dmitrij Loginov    | Russia        | 326.00 |
| 6    | Tim Mastnak        | Slovenia      | 324.00 |
| 7    | Roland Fischnaller | Italia        | 311.00 |
| 8    | Benjamin Karl      | Austria       | 301.00 |
| 9    | Mirko Felicetti    | Italia        | 272.00 |
| 10   | Alexander Payer    | Austria       | 268.00 |

#### Generale freestyle
| Pos. | Nome                | Nazione       | Punti  |
| ---- | ------------------- | ------------- | ------ |
| 1    | Mons Røisland       | Norvegia      | 253.00 |
| 2    | Tiarn Collins       | Nuova Zelanda | 251.00 |
| 3    | Ayumu Hirano        | Giappone      | 250.00 |
| 4    | Leon Vockensperger  | Germania      | 224.00 |
| 5    | Valentino Guseli    | Australia     | 220.00 |
| 6    | Ruka Hirano         | Giappone      | 206.00 |
| 7    | Su Yiming           | Cina          | 202.00 |
| 8    | Niek van der Velden | Paesi Bassi   | 170.00 |
| 9    | Marcus Kleveland    | Norvegia      | 162.00 |
| 10   | Jan Scherrer        | Svizzera      | 160.00 |

#### Snowboard cross
| Pos. | Nome                | Nazione  | Punti  |
| ---- | ------------------- | -------- | ------ |
| 1    | Martin Nörl         | Germania | 460.00 |
| 2    | Alessandro Hämmerle | Austria  | 386.00 |
| 3    | Jakob Dusek         | Austria  | 370.00 |
| 4    | Éliot Grondin       | Canada   | 347.00 |
| 5    | Lorenzo Sommariva   | Italia   | 296.00 |

#### Slalom parallelo
| Pos. | Nome               | Nazione       | Punti  |
| ---- | ------------------ | ------------- | ------ |
| 1    | Andreas Prommegger | Austria       | 266.00 |
| 2    | Lee Sang-ho        | Corea del Sud | 245.00 |
| 3    | Arvid Auner        | Austria       | 201.00 |
| 4    | Edwin Coratti      | Italia        | 200.00 |
| 5    | Benjamin Karl      | Austria       | 145.00 |

#### Gigante parallelo
| Pos. | Nome              | Nazione       | Punti  |
| ---- | ----------------- | ------------- | ------ |
| 1    | Stefan Baumeister | Germania      | 384.00 |
| 2    | Lee Sang-ho       | Corea del Sud | 359.00 |
| 3    | Tim Mastnak       | Slovenia      | 286.00 |
| 4    | Dmitrij Loginov   | Russia        | 252.00 |
| 5    | Mirko Felicetti   | Italia        | 219.00 |

#### Halfpipe
| Pos. | Nome         | Nazione     | Punti  |
| ---- | ------------ | ----------- | ------ |
| 1    | Ayumu Hirano | Giappone    | 250.00 |
| 2    | Ruka Hirano  | Giappone    | 206.00 |
| 3    | Jan Scherrer | Svizzera    | 160.00 |
| 4    | Shaun White  | Stati Uniti | 114.00 |
| 5    | Yūto Totsuka | Giappone    | 111.00 |

#### Big air
| Pos. | Nome             | Nazione   | Punti  |
| ---- | ---------------- | --------- | ------ |
| 1    | Su Yiming        | Cina      | 100.00 |
| 2    | Jonas Bösiger    | Svizzera  | 100.00 |
| 3    | Rene Rinnekangas | Finlandia | 98.00  |
| 4    | Clemens Millauer | Austria   | 80.00  |
| 5    | Mons Røisland    | Norvegia  | 80.00  |

#### Slopestyle
| Pos. | Nome               | Nazione       | Punti  |
| ---- | ------------------ | ------------- | ------ |
| 1    | Tiarn Collins      | Nuova Zelanda | 236.00 |
| 2    | Leon Vockensperger | Germania      | 181.00 |
| 3    | Mons Røisland      | Norvegia      | 173.00 |
| 4    | Valentino Guseli   | Australia     | 135.00 |
| 5    | Sébastien Toutant  | Canada        | 145.00 |

## Donne

### Risultati
| Data             | Località             | Nazione     | Spec. | Primo                      | Secondo                    | Terzo                               |
| ---------------- | -------------------- | ----------- | ----- | -------------------------- | -------------------------- | ----------------------------------- |
| 23 ottobre 2021  | Coira                | Svizzera    | BA    | Kokomo Murase              | Anna Gasser                | Jasmine Baird                       |
| 28 novembre 2021 | Secret Garden        | Cina        | SBX   | Eva Samková                | Charlotte Bankes           | Michela Moioli                      |
| 4 dicembre 2021  | Steamboat Springs    | Stati Uniti | BA    | Reira Iwabuchi             | Anna Gasser                | Annika Morgan                       |
| 11 dicembre 2021 | Copper Mountain      | Stati Uniti | HP    | Cai Xuetong                | Sena Tomita                | Queralt Castellet                   |
| 10 dicembre 2021 | Montafon             | Austria     | SBX   | Charlotte Bankes           | Belle Brockhoff            | Chloé Trespeuch                     |
| 11 dicembre 2021 | Bannoye              | Russia      | PGS   | Sofija Nadyršina           | Ramona Theresia Hofmeister | Carolin Langenhorst                 |
| 12 dicembre 2021 | Bannoye              | Russia      | PSL   | Julie Zogg                 | Tsubaki Miki               | Anastasija Kuročkina                |
| 16 dicembre 2021 | Carezza al Lago      | Italia      | PGS   | Daniela Ulbing             | Ester Ledecká              | Ramona Theresia Hofmeister          |
| 18 dicembre 2021 | Cervinia             | Italia      | SBX   | Michela Moioli             | Faye Gulini                | Belle Brockhoff                     |
| 18 dicembre 2021 | Cortina d'Ampezzo    | Italia      | PGS   | Ester Ledecká              | Sofija Nadyršina           | Ladina Jenny                        |
| 1º gennaio 2022  | Calgary              | Canada      | SBS   | Kokomo Murase              | Miyabi Onitsuka            | Laurie Blouin                       |
| 8 gennaio 2022   | Scuol                | Svizzera    | PGS   | Sabine Schöffmann          | Julie Zogg                 | Ladina Jenny                        |
| 8 gennaio 2022   | Mammoth Mountain     | Stati Uniti | SBS   | Jamie Anderson             | Zoi Sadowski-Synnott       | Kokomo Murase                       |
| 8 gennaio 2022   | Mammoth Mountain     | Stati Uniti | HP    | Ruki Tomita                | Cai Xuetong                | Sena Tomita                         |
| 8 gennaio 2022   | Krasnojarsk          | Russia      | SBX   | Charlotte Bankes           | Chloé Trespeuch            | Lindsey Jacobellis                  |
| 9 gennaio 2022   | Krasnojarsk          | Russia      | SBX   | Charlotte Bankes           | Chloé Trespeuch            | Lindsey Jacobellis                  |
| 11 gennaio 2022  | Bad Gastein          | Austria     | PSL   | Daniela Ulbing             | Ramona Theresia Hofmeister | Natal'ja Soboleva                   |
| 14 gennaio 2022  | Simonhöhe            | Austria     | PGS   | Aleksandra Król            | Julia Dujmovits            | Sofija Nadyršina Melanie Hochreiter |
| 15 gennaio 2022  | Laax                 | Svizzera    | SBS   | Tess Coady                 | Anna Gasser                | Annika Morgan                       |
| 15 gennaio 2022  | Laax                 | Svizzera    | HP    | Chloe Kim                  | Mitsuki Ono                | Queralt Castellet                   |
| 22 gennaio 2022  | Chiesa in Valmalenco | Italia      | SBX   | annullata                  | annullata                  | annullata                           |
| 29 gennaio 2022  | Cortina d'Ampezzo    | Italia      | SBX   | Michela Moioli             | Chloé Trespeuch            | Charlotte Bankes                    |
| 26 febbraio 2022 | Mont-Sainte-Anne     | Canada      | SBX   | annullata                  | annullata                  | annullata                           |
| 26 febbraio 2022 | Mosca                | Russia      | PSL   | annullata                  | annullata                  | annullata                           |
| 6 marzo 2022     | Bakuriani            | Georgia     | SBS   | Laurie Blouin              | Jasmine Baird              | Bianca Gisler                       |
| 12 marzo 2022    | Reiteralm            | Austria     | SBX   | Charlotte Bankes           | Michela Moioli             | Audrey McManiman                    |
| 12 marzo 2022    | Piancavallo          | Italia      | PSL   | Tsubaki Miki Julie Zogg    |                            | Ramona Theresia Hofmeister          |
| 16 marzo 2022    | Rogla                | Slovenia    | PGS   | Ramona Theresia Hofmeister | Tsubaki Miki               | Michelle Dekker                     |
| 19 marzo 2022    | Špindlerův Mlýn      | Rep. Ceca   | SBS   | Kokomo Murase              | Jasmine Baird              | Ariane Burri                        |
| 19 marzo 2022    | Berchtesgaden        | Germania    | PSL   | Julie Zogg                 | Megan Farrel               | Ramona Theresia Hofmeister          |
| 20 marzo 2022    | Veysonnaz            | Svizzera    | SBX   | Charlotte Bankes           | Faye Gulini                | Manon Petit-Lenoir                  |
| 27 marzo 2022    | Silvaplana           | Svizzera    | SBS   | Anna Gasser                | Laurie Blouin              | Kokomo Murase                       |

Legenda: 

PGS = Slalom gigante parallelo 

PSL = Slalom parallelo 

SBX = Snowboard cross 

SBS = Slopestyle 

HP = Halfpipe 

BA = Big air

### Classifiche

#### Generale parallelo
| Pos. | Nome                       | Nazione  | Punti  |
| ---- | -------------------------- | -------- | ------ |
| 1    | Ramona Theresia Hofmeister | Germania | 557.00 |
| 2    | Julie Zogg                 | Svizzera | 540.00 |
| 3    | Daniela Ulbing             | Austria  | 508.00 |
| 4    | Tsubaki Miki               | Giappone | 466.00 |
| 5    | Carolin Langenhorst        | Germania | 370.00 |
| 6    | Ladina Jenny               | Svizzera | 362.00 |
| 7    | Sabine Schöffmann          | Austria  | 349.00 |
| 8    | Julia Dujmovits            | Austria  | 339.00 |
| 9    | Sofija Nadyršina           | Russia   | 320.00 |
| 10   | Melanie Hochreiter         | Germania | 283.00 |

#### Generale freestyle
| Pos. | Nome              | Nazione     | Punti  |
| ---- | ----------------- | ----------- | ------ |
| 1    | Kokomo Murase     | Giappone    | 456.00 |
| 2    | Anna Gasser       | Austria     | 340.00 |
| 3    | Jasmine Baird     | Canada      | 310.00 |
| 4    | Laurie Blouin     | Canada      | 260.00 |
| 5    | Reira Iwabuchi    | Giappone    | 246.00 |
| 6    | Ariane Burri      | Svizzera    | 226.00 |
| 7    | Cai Xuetong       | Cina        | 216.00 |
| 8    | Melissa Peperkamp | Paesi Bassi | 215.00 |
| 9    | Bianca Gisler     | Svizzera    | 195.00 |
| 10   | Katie Ormerod     | Regno Unito | 191.00 |

#### Snowboard cross
| Pos. | Nome             | Nazione     | Punti  |
| ---- | ---------------- | ----------- | ------ |
| 1    | Charlotte Bankes | Regno Unito | 669.00 |
| 2    | Michela Moioli   | Italia      | 501.00 |
| 3    | Chloé Trespeuch  | Francia     | 464.00 |
| 4    | Belle Brockhoff  | Australia   | 280.00 |
| 5    | Audrey McManiman | Canada      | 275.00 |

#### Slalom parallelo
| Pos. | Nome                       | Nazione  | Punti  |
| ---- | -------------------------- | -------- | ------ |
| 1    | Julie Zogg                 | Svizzera | 345.00 |
| 2    | Tsubaki Miki               | Giappone | 252.00 |
| 3    | Ramona Theresia Hofmeister | Germania | 250.00 |
| 4    | Daniela Ulbing             | Austria  | 245.00 |
| 5    | Megan Farrel               | Canada   | 152.00 |

#### Gigante parallelo
| Pos. | Nome                       | Nazione  | Punti  |
| ---- | -------------------------- | -------- | ------ |
| 1    | Ramona Theresia Hofmeister | Germania | 307.00 |
| 2    | Sofija Nadyršina           | Russia   | 291.00 |
| 3    | Daniela Ulbing             | Austria  | 263.00 |
| 4    | Ladina Jenny               | Svizzera | 251.00 |
| 5    | Sabine Schöffmann          | Austria  | 244.00 |

#### Halfpipe
| Pos. | Nome              | Nazione  | Punti  |
| ---- | ----------------- | -------- | ------ |
| 1    | Cai Xuetong       | Cina     | 216.00 |
| 2    | Sena Tomita       | Giappone | 190.00 |
| 3    | Mitsuki Ono       | Giappone | 175.00 |
| 4    | Queralt Castellet | Spagna   | 120.00 |
| 5    | Haruna Matsumoto  | Giappone | 117.00 |

#### Big air
| Pos. | Nome           | Nazione  | Punti  |
| ---- | -------------- | -------- | ------ |
| 1    | Anna Gasser    | Austria  | 160.00 |
| 2    | Kokomo Murase  | Giappone | 136.00 |
| 2    | Reira Iwabuchi | Giappone | 136.00 |
| 4    | Jasmine Baird  | Canada   | 100.00 |
| 4    | Annika Morgan  | Germania | 100.00 |

#### Slopestyle
| Pos. | Nome              | Nazione     | Punti  |
| ---- | ----------------- | ----------- | ------ |
| 1    | Kokomo Murase     | Giappone    | 320.00 |
| 2    | Laurie Blouin     | Canada      | 240.00 |
| 3    | Jasmine Baird     | Canada      | 210.00 |
| 4    | Ariane Burri      | Svizzera    | 197.00 |
| 5    | Melissa Peperkamp | Paesi Bassi | 195.00 |

## Misto

### Risultati
| Data             | Località         | Nazione  | Spec. | Primo                                                   | Secondo                                         | Terzo                                             |
| ---------------- | ---------------- | -------- | ----- | ------------------------------------------------------- | ----------------------------------------------- | ------------------------------------------------- |
| 11 dicembre 2021 | Montafon         | Austria  | SBX   | Italia 1 Michela Moioli Lorenzo Sommariva               | Rep. Ceca 1 Eva Samková Jan Kubičík             | Francia 1 Chloé Trespeuch Quentin Sodogas         |
| 12 gennaio 2022  | Bad Gastein      | Austria  | PSL   | Austria 4 Arvid Auner Julia Dujmovits                   | Russia 2 Dmitrij Karlagachev Natal'ja Soboleva  | Germania 1 Elias Huber Ramona Theresia Hofmeister |
| 15 gennaio 2022  | Simonhöhe        | Austria  | PGS   | Austria 3 Alexander Payer Sabine Schöffmann             | Germania 2 Stefan Baumeister Melanie Hochreiter | Corea del Sud 1 Lee Sang-ho Jeong Hae-rim         |
| 27 febbraio 2022 | Mont-Sainte-Anne | Canada   | SBX   | annullata                                               | annullata                                       | annullata                                         |
| 13 marzo 2022    | Piancavallo      | Italia   | PSL   | Austria 1 Benjamin Karl Daniela Ulbing                  | Italia 1 Edwin Coratti Nadya Ochner             | Austria 3 Alexander Payer Sabine Schöffmann       |
| 20 marzo 2022    | Berchtesgaden    | Germania | PSL   | Germania 9 Stefan Baumeister Ramona Theresia Hofmeister | Austria 3 Alexander Payer Sabine Schöffmann     | Italia 5 Maurizio Bormolini Elisa Caffont         |

Legenda: 

PGS = Slalom gigante parallelo

PSL = Slalom parallelo

SBX = Snowboard cross

### Classifiche

#### Parallelo misto
| Pos. | Nazione    | Punti |
| ---- | ---------- | ----- |
| 1    | Austria 3  | 280   |
| 2    | Austria 4  | 235   |
| 3    | Austria 2  | 184   |
| 4    | Svizzera 2 | 130   |
| 5    | Svizzera 1 | 126   |

#### Snowboard cross misto
| Pos. | Nazione     | Punti |
| ---- | ----------- | ----- |
| 1    | Italia 1    | 100   |
| 2    | Rep. Ceca 1 | 80    |
| 3    | Francia 1   | 60    |
| 4    | Australia 1 | 50    |
| 5    | Canada 1    | 45    |

## Coppa delle Nazioni
| Pos. | Nazione  | Punti |
| ---- | -------- | ----- |
| 1    | Austria  | 3891  |
| 2    | Germania | 3329  |
| 3    | Svizzera | 2972  |
| 4    | Italia   | 2917  |
| 5    | Canada   | 2778  |